# Chrysophyllum contumacense
Chrysophyllum contumacense är en tvåhjärtbladig växtart som beskrevs av Abundio Sagástegui och Michael O. Dillon. Chrysophyllum contumacense ingår i släktet Chrysophyllum och familjen Sapotaceae. Inga underarter finns listade i Catalogue of Life.